# Џејсон Вајт
Џејсон Вајт (енгл. Jason White; 17. април 1978) бивши је професионални рагбиста и капитен шкотске репрезентације.

## Каријера
Одрастао је у Абердину, где је на позив другара почео да тренира рагби. Био је универзални скрамаш (енгл. Utility forward), могао је да игра на више позиција у другој и трећој линији скрама. Прошао је млађе селекције Шкотске, а за сениорску је дебитовао 2000. За репрезентацију Шкотске је постигао 4 есеја и одиграо 77 тест мечева. На 19 утакмица предводио је Шкотску као капитен. Средином 2006., покидао је лигаменте колена, али се опоравио до светског првенства у Француској следеће године, где је као капитен предводио Шкотску. У каријери је играо за Глазгов у келтској лиги, за Сејл у енглеском премијершипу и за Клермон у француској првој лиги.

## Освојени трофеји и награде
Са Клермоном је освојио титулу првака Француске (2010), а са Сејлом титулу првака Енглеске (2006). Проглашен је за најбољег играча Премијершипа 2006., и био је уврштен у светски дрим тим исте године, у избору једног новозеландског часописа.

## Приватан живот
Ожењен је и има једну кћерку.